# 龍柑鄉
龍柑鄉，是四川省鄰水縣下轄的一個鄉級行政單位。

## 沿革[1][2]
- 民國29年(1940年)，實行新縣制，改3個區為4個區，將43個聯保辦公處合併為22個鄉鎮公所。龍安鄉、柑子鄉合併為龍柑鄉。
- 民國31年(1942年)1月6日，按《鄉鎮組織法暫行條例》規定，全縣劃為6個區，35個鄉鎮公所，龍柑鄉仍分置龍安鄉、柑子鄉。